# Júnia Claudila
Júnia Claudila (em latim: Junia Claudilla; m. 34, 36 ou 37), também conhecida como Júnia Cláudia, foi a primeira esposa do imperador romano Calígula. Contraiu matrimônio com ele em Anzio antes que ascendesse ao trono, em 33. O seu pai era um influente senador chamado Marco Silano. Morreu, quer em 34, 36, ou talvez em princípios de 37. Deu a Calígula o seu primeiro filho, embora ele não tenha sobrevivido.